# Nannophiura
Nannophiura is een geslacht van slangsterren uit de familie Amphiuridae.

## Soorten
- Nannophiura lagani Mortensen, 1933